# Vallée de l'Owens
Pour les articles homonymes, voir Owens.

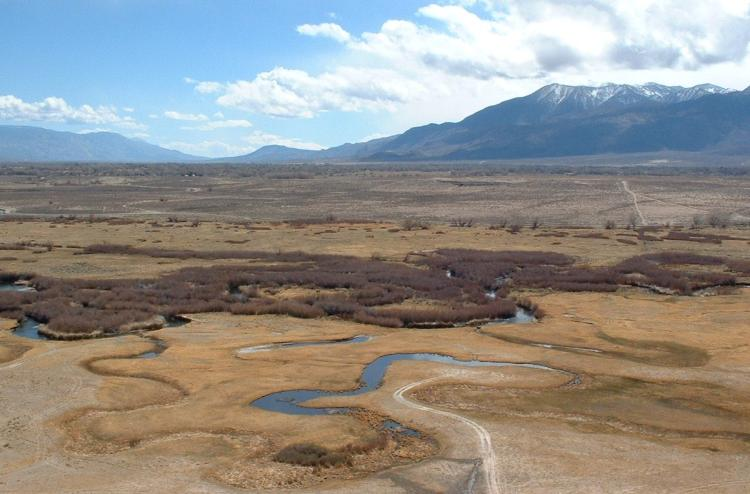
Vallée de l'Owens.

La vallée de l'Owens est la vallée aride de l'Owens River en Californie du Sud, aux États-Unis. La vallée s'étend approximativement sur 120 km entre la Sierra Nevada à l'ouest et les Monts Inyo (en) et les White Mountains (en) à l'est. La vallée est la source de l'Aqueduc de Los Angeles. Elle est connue pour avoir été le cadre des California Water Wars, un conflit entre les habitants de Los Angeles et ceux de la vallée de l'Owens.
Elle est aussi connue pour son antenne de 25 m qui est une des dix que comprend le Very Long Baseline Array (traduisible par réseau à très longue ligne de base).